# 10:23 campaign

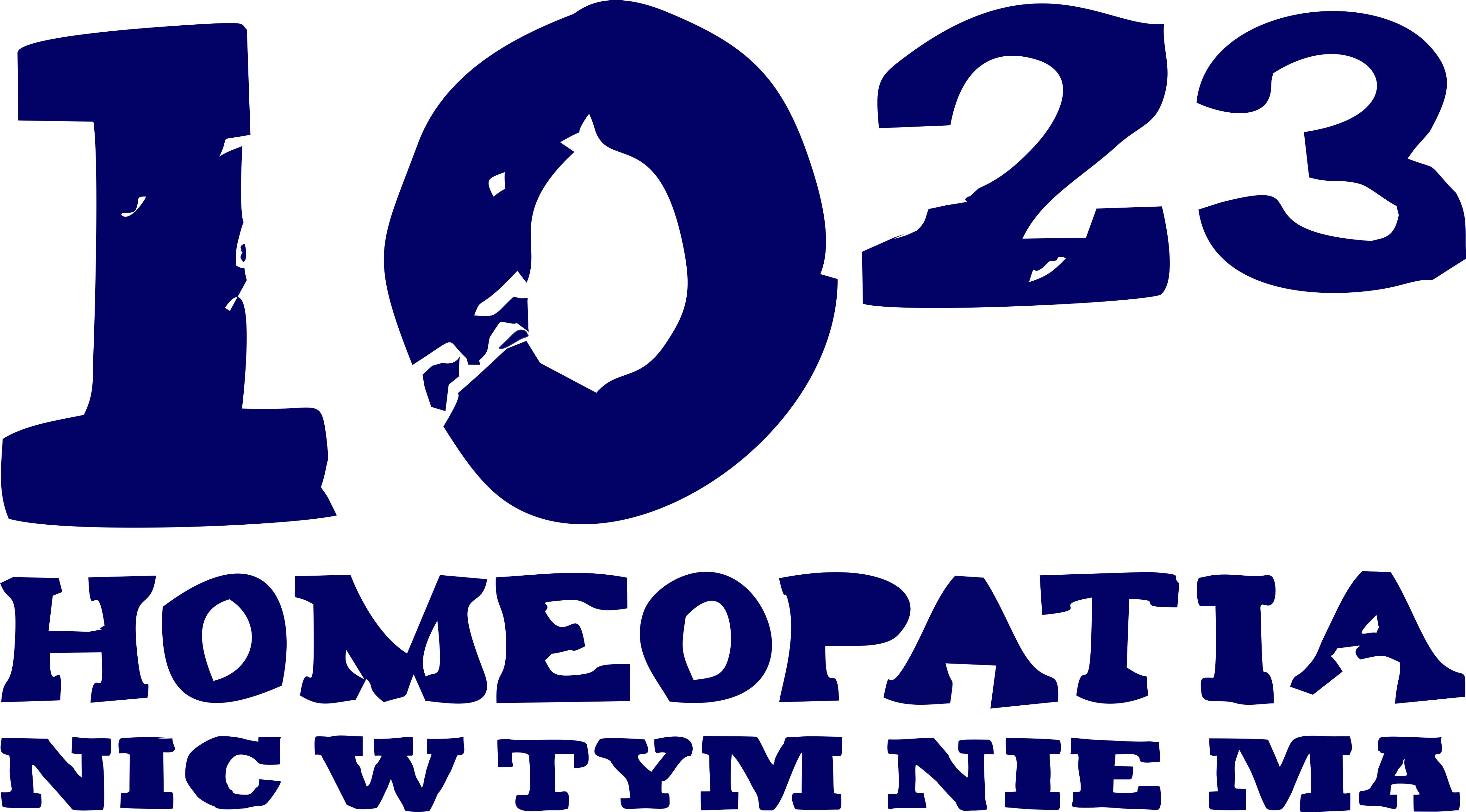
Polskie logo Kampanii 10:23

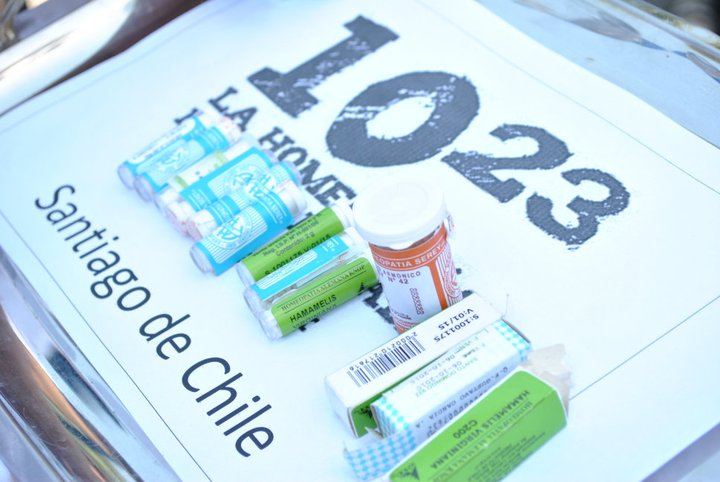
Kampania 10:23 w Santiago.

10:23 campaign – grupa sceptyków w Wielkiej Brytanii, protestujących przeciwko sprzedaży produktów homeopatycznych w aptekach. Twierdzą oni, że homeopatia jest absurdalną pseudonauką. Nazwa kampanii jest odniesieniem do liczby Avogadra (około 6,02×10²³).
30 stycznia 2010 o godz. 10:23 członkowie grupy wzięli udział w proteście, w czasie którego przedawkowali produkty homeopatyczne. Celem akcji było pokazanie, że środki homeopatyczne nie mają żadnego wpływu na organizm człowieka. Podobny protest przeprowadzili New Zealand Skeptics, a także wiele innych grup w wielu krajach w 2011 roku, m.in. w Polsce (Klub Sceptyków Polskich w Warszawie, Wrocławiu).